# ماندوو
ماندوو سینمایی ساخت کردستان عراق در سال ۲۰۱۰ به کارگردانی ابراهیم سعیدی کارگردان ایرانی است.

## خلاصهٔ داستان
داستان خانواده آواره کرد ایرانی در عراق که پس از ۲۸ سال اقامت در عراق تلاش می‌کنند تا به زادگاهشان در ایران بازگردند.

## جوایز و جشنواره‌ها
جشنواره‌ها:
- – Locarno International Film Festival, Switzerland. 4 – 14 August, 2010. Competitive Section Filmmakers of the present
- – Toronto International Film Festival, Canada. September 9 – 19, 2010. Non Competitive Section
- – 7th Reykjavik International Film Festival, Iceland. September 23rd – October 3rd, 2010. Competitive Section
- – 15th Pusan International Film Festival, South Korea. October 7 – 15, 2010. A Window on Asian Cinema
- – 40th Molodist International Film Festival, Kyiv, Ukraine. October 23 – 31, 2010. Competitive Section
- – 11th Asiatica Film Mediale, Roma, Italia. November 12 – 20, 2010. Non Competitive Section
- – Plus Camerimage Film Festival, Poland. November 28th – December 3rd, 2010. Competitive Section
- – 50th Thessaloniki International Film Festival, Greece. From December 3 – 12 2010. Competitive Section
- – 7th Dubai International Film Festival / Muhr AsiaAfrica Feature Film Competition. 12 to 19 December 2010. Competitive Section
- – 4th Arab Film Festival Tübingen, Germany. January 20-26, 2011. Non Competitive Festival
- – 39th Belgrade International Film Festival, Serbia. February 25 – March 6, 2011. Non Competitive Section
- – 28th Miami International Film Festival, USA. March 4 – 13, 2011. Competitive Section
- – 5th Diyarbakır Film Days, Turkey. May 2011. Non Competitive Festival
- – 8th Yrevan International Film Festival GOLDEN APRICOT , Armenia. July 10- 17, 2011. Directors Across Borders Regional Film program
- – 11th Beirut International Film Festival, Lebanon. From October 5 – 13, 2011. Competitive Section
- – Middle East: What Cinema Can Do Film Festival, Paris, France. November 30 – ۱۳ دسامبر ۲۰۱۱
- – 6th Kurde Film Festival, Berlin, Germany. November 11 – 18, 2011. Non Competitive Festival
- – 16th Sofia International Film Festival Bulgaria. From March 9-18, 2012. Non Competitive Section

جوایز:
- FIPRESCI Prize at International film Festival Yerevan, Armenia, 2011
- France 24 Award Jury Prize at Beirut International Film Festival 2011[۲]

## نقد
قسمت قابل توجه در فیلم ماندوو را می‌توان استفاده نود دقیقهٔ از نمای P.O.V دانست. تمام این فیلم از زاویه دید پیرمردی سالخورده و ویلچری نمایش داده می‌شود.

فیلم ماندوو داستان خانواده‌ای کرد ایرانی را روایت می‌کند که پس از انقلاب به عراق مهاجرت کرده‌اند و به تلخی‌های زندگی مهاجران می‌پردازد. فیلم با ورود شیلان، دکتر جوانی از سوئد، به خانه عمویش آغاز می‌شود که تلاش دارد خانواده را برای مهاجرت به سوئد متقاعد کند. انتخاب نگاه سوبژکتیو از زاویه دید عموی زمین‌گیر، اگرچه هم‌ذات‌پنداری مخاطب را هدف گرفته، اما به دلیل محدودیت‌های بصری و روایی، باعث می‌شود داستان در پرداخت موقعیت‌های دراماتیک ناتوان بماند. فیلم به پیرنگ‌های فرعی متعدد مانند عشق قدیمی شیلان و شاهو، ناامنی‌های مناطق مرزی و تنش‌های محلی می‌پردازد اما موفق نمی‌شود آن‌ها را به درامی تأثیرگذار تبدیل کند. لحظات خوب فیلم نیز تحت‌الشعاع بازی‌های ضعیف و روایت کند قرار می‌گیرند، در حالی‌که تنها شخصیت عموی بیمار به شکلی باورپذیر پردازش شده است. در نهایت، ماندوو در انتقال پیام و خلق یک فیلم جاده‌ای موفق، ناکام می‌ماند و به مستندی سطحی از زندگی مهاجران تبدیل می‌شود.